# Mirufens longicauda
Mirufens longicauda är en stekelart som först beskrevs av Blood 1923.  Mirufens longicauda ingår i släktet Mirufens och familjen hårstrimsteklar. Inga underarter finns listade i Catalogue of Life.